# مو ایزوم
مو ایزوم (انگلیسی: Mo Isom؛ زادهٔ ۲۵ اکتبر ۱۹۸۹) بازیکن فوتبال اهل ایالات متحده آمریکا است.
وی همچنین در تیم ملی فوتبال United States U23 بازی کرده‌است.